# Xantusia gilberti
Espèce
Synonymes
- Xantusia vigilis gilberti Van Dernburgh, 1895

Xantusia gilberti est une espèce de sauriens de la famille des Xantusiidae.

## Répartition
Cette espèce est endémique de Basse-Californie du Sud au Mexique.

## Étymologie
Cette espèce est nommée en l'honneur de Charles Henry Gilbert.

## Publication originale
- Van Denburgh, 1895 : A review of the herpetology of Lower California. Part I - Reptiles. Proceedings of the California Academy of Science, sér. 2, vol. 5, p. 77-162 (texte intégral).